# Oides affinis
Oides affinis es una especie de insecto coleóptero de la familia Chrysomelidae.
Fue descrita en 1883 por Jacoby.